# Mohamed Nasir Abbas
Mohamed Nasir Abbas (arabisch محمد ناصر عباس, DMG Muḥammad Nāṣir ʿAbbās; * 1996) ist ein katarischer Sprinter und Mittelstreckenläufer, der über 400 und 800 Meter an den Start geht.

## Sportliche Laufbahn
Erste Erfahrungen bei internationalen Meisterschaften sammelte Mohamed Nasir Abbas bei den Arabischen Jugendmeisterschaften 2013 in Kairo, bei denen er die Goldmedaille über 400 Meter und mit der katarischen Sprintstaffel (1000 Meter) gewann. Daraufhin nahm er an den Jugendweltmeisterschaften in Donezk teil und belegte dort den sechsten Platz über 400 Meter sowie Platz vier mit der Sprintstaffel. 2014 gewann er bei den Juniorenasienmeisterschaften in Taipeh die Goldmedaille im 400-Meter-Lauf sowie Bronze mit der 4-mal-400-Meter-Staffel. Anschließend nahm er über 400 Meter an den Juniorenweltmeisterschaften in Eugene teil, wurde dort aber bereits im Vorlauf disqualifiziert. Bei den Asienspielen im südkoreanischen Incheon schied er bereits in der ersten Runde aus. Zwei Jahre später gewann er bei den Hallenasienmeisterschaften in Doha die Goldmedaillen mit der katarischen 4-mal-400-Meter-Staffel und belegte Platz vier im Einzelbewerb. 2017 trat er bei den Asienmeisterschaften in Bhubaneswar über 800 Meter an und erreichte dabei den vierten Platz. Anfang September gewann er bei den Asian Indoor & Martial Arts Games in Aşgabat die Silbermedaille mit der katarischen Stafette.
2018 nahm er an den Hallenasienmeisterschaften in Teheran teil und gewann dort die Bronzemedaille über 400 Meter sowie Gold mit der Staffel. Ende August nahm er erneut an den Asienspielen in Jakarta teil, schied dort über 400 Meter mit 46,33 s im Halbfinale aus und siegte mit der kathartischen Stafette mit neuem Asienrekord von 3:00,56 min vor Indien und Japan. Im Jahr darauf erreichte er bei den Asienmeisterschaften in Doha das Halbfinale, in dem er mit 47,10 s ausschied. Mit der Staffel nahm er auch an den Heimweltmeisterschaften ebendort im Oktober teil, konnte sich mit 3:06,25 min aber nicht für das Finale qualifizieren.

## Persönliche Bestzeiten
- 400 Meter: 45,15 s, 22. Juni 2018 in Madrid
  - 400 Meter (Halle): 46,76 s, 2. Februar 2018 in Teheran
- 600 Meter: 1:15,77 min, 1. Februar 2019 in Pretoria (Asienbestleistung)
- 800 Meter: 1:48,80 min, 30. Juli 2017 in Schifflange
  - 800 Meter (Halle): 1:48,07 min, 19. Februar 2015 in Stockholm